# Episodi di Perry Mason (sesta stagione)
La sesta stagione della serie televisiva Perry Mason è andata in onda negli Stati Uniti dal 27 settembre 1962 al 16 maggio 1963 sulla CBS.
| nº | Titolo originale                    | Titolo italiano               | Prima TV USA      | Prima TV Italia   |
| -- | ----------------------------------- | ----------------------------- | ----------------- | ----------------- |
| 1  | The Case of the Bogus Books         | Un libro da 8.000 dollari     | 27 settembre 1962 | 1965              |
| 2  | The Case of the Capricious Corpse   | L'armatura del samurai        | 4 ottobre 1962    | 1965              |
| 3  | The Case of the Playboy Pugilist    | Il campione                   | 11 ottobre 1962   | 24 giugno 1993    |
| 4  | The Case of the Double-Entry Mind   | Una frode perfetta            | 18 ottobre 1962   | 25 gennaio 1992   |
| 5  | The Case of the Hateful Hero        | Riunione alle nove            | 25 ottobre 1962   | 1965              |
| 6  | The Case of the Dodging Domino      | La maschera                   | 1º novembre 1962  | 25 gennaio 1992   |
| 7  | The Case of the Unsuitable Uncle    | Un ricco vagabondo            | 8 novembre 1962   | 16 settembre 1993 |
| 8  | The Case of the Stand-In Sister     | Scambio di identità           | 15 novembre 1962  | 15 giugno 1993    |
| 9  | The Case of the Weary Watchdog      | Arte orientale                | 29 novembre 1962  | 16 giugno 1993    |
| 10 | The Case of the Lurid Letter        | Scandalo in provincia         | 6 dicembre 1962   | 22 ottobre 1991   |
| 11 | The Case of the Fickle Filly        | Un cavallo vincente           | 13 dicembre 1962  | 21 giugno 1993    |
| 12 | The Case of the Polka-Dot Pony      | Maureen una e due             | 20 dicembre 1962  | 27 agosto 1965    |
| 13 | The Case of the Shoplifter's Shoe   | La zia Sarah                  | 3 gennaio 1963    | 1965              |
| 14 | The Case of the Bluffing Blast      | L'eredità contesa             | 10 gennaio 1963   | 1965              |
| 15 | The Case of the Prankish Professor  | L'affare Annabelle            | 17 gennaio 1963   | 6 luglio 1993     |
| 16 | The Case of Constant Doyle          | La signora Doyle              | 31 gennaio 1963   | 21 luglio 1992    |
| 17 | The Case of the Libelous Locket     | Il medaglione messicano       | 7 febbraio 1963   | 26 settembre 1991 |
| 18 | The Case of the Two-Faced Turnabout | Il sosia                      | 14 febbraio 1963  | 5 ottobre 1991    |
| 19 | The Case of the Surplus Suitor      | Un corteggiatore di troppo    | 28 febbraio 1963  | 21 luglio 1993    |
| 20 | The Case of the Golden Oranges      | Le arance d'oro               | 7 marzo 1963      | 17 giugno 1993    |
| 21 | The Case of the Lawful Lazarus      | Lazzaro                       | 14 marzo 1963     | 14 ottobre 1991   |
| 22 | The Case of the Velvet Claws        | Una fotografia compromettente | 21 marzo 1963     | 7 luglio 1993     |
| 23 | The Case of the Lover's Leap        | Suicidio per amore            | 4 aprile 1963     | 20 settembre 1992 |
| 24 | The Case of the Elusive Element     | Ghiaccio secco                | 11 aprile 1963    | 22 settembre 1965 |
| 25 | The Case of the Greek Goddess       | Bella come una dea            | 18 aprile 1963    | 17 settembre 1991 |
| 26 | The Case of the Skeleton's Closet   | Rivelazioni piccanti          | 2 maggio 1963     | 27 agosto 1991    |
| 27 | The Case of the Potted Planter      | Fiori di serra                | 9 maggio 1963     | 17 settembre 1991 |
| 28 | The Case of the Witless Witness     | L'avvocato del diavolo        | 16 maggio 1963    | 14 luglio 1993    |

## Un libro da 8.000 dollari
- Titolo originale: The Case of the Bogus Books
- Diretto da: Arthur Marks
- Scritto da: Jonathan Latimer

### Trama
- Guest star: John Alvin (sportellista della banca), Kenneth R. MacDonald (giudice), Michael Fox (medico legale), William Tracy (uomo), Phyllis Love (Ellen Carter), Adam West (Pete Norland), John Abbott (Prof. Carlos Muntz), H. M. Wynant (Gene Torg), Joby Baker (Kenneth Carter), Allison Hayes (Pearl Chute), Woodrow Parfrey (George Pickson), Maurice Manson (Joseph Kraft), Tenen Holtz (sig. Gilfain), Raymond Greenleaf (addetto libri rari), Renee Godfrey (bibliotecaria)

## L'armatura del samurai
- Titolo originale: The Case of the Capricious Corpse
- Diretto da: Arthur Marks
- Scritto da: Jonathan Latimer

### Trama
- Guest star: Everett Glass (Carleton Gage), Dick Geary (sommozzatore), John Morley (Ernest Demming), Gil Frye (impiegato), John Howard (dott. Guy Omstead), Jacques Aubuchon (George Gage), Lee Farr (Nicholas Blake), Lori March (Olive Olmstead), Jan Shepard (Joanne Proctor), Jean Engstrom (Claudia Demming), Dennis Rush (Timmy), Evelyn Ward (infermiera Evelyn King), John Pickard (detective Boykins), Teru Shimada (Ito Kumagi), Willis Bouchey (giudice), Juney Ellis (cameriera), Herbert Patterson (Auto Engineer), Ed Stoddard (chimico della polizia), Alex Bookston (farmacista), Bill Hines (cameriere)

## Il campione
- Titolo originale: The Case of the Playboy Pugilist
- Diretto da: Francis D. Lyon
- Scritto da: Helen Nielsen

### Trama
- Guest star: Pepper Curtis (bionda), Mae Clarke (centralinista), Marty Brenman (capo dei fattorini), Dennis Richards (meccanico), Gary Lockwood (Davey Carroll), Dianne Foster (Lori Richards), Dolores Michaels (Jo Sands), Robert Armstrong (Jimmy West), Mark Roberts (Tod Richards), Anthony Caruso (Keith Lombard), Joseph Sirola (George Hale), Mort Mills (sergente Landro), Sally Bliss (Kay McKenzie), John Gallaudet (giudice), J. Stewart Taylor (sparring partner), Dee Stratton (centralinista), Ben Erway (esercente dell'hotel), Tom Simcox (cameriere)

## Una frode perfetta
- Titolo originale: The Case of the Double-Entry Mind
- Diretto da: Allen H. Miner
- Scritto da: Jackson Gillis

### Trama
- Guest star: Kathleen Hughes (Lita Krail), Joan Staley (Sally), Grandon Rhodes (giudice), Richard Reeves (Potkin), Stuart Erwin (Clem Sandover), Karl Weber (Frank Sellers), Jack Betts (Enos Watterton), Paul Tripp (Steven Banks), Virginia Christine (Beth Sandover), Pamela Branch (dattilografo)

## Riunione alle nove
- Titolo originale: The Case of the Hateful Hero
- Diretto da: Jesse Hibbs
- Scritto da: Samuel Newman

### Trama
Il tenente Andy Anderson ha un cugino (James Anderson) poliziotto, che una sera insieme al suo partner risponde ad una chiamata per una furto. Durante l'intervento il partner di James resta ucciso e James è accusato dell'omicidio.
Perry Mason è l'avvocato della società che ha subito il furto ed è presente al consiglio di amministrazione della società dove Carrie Wilson, Arthur Morrel, Jerel Leland e Dwight Wilson stanno prendendo importanti decisioni sul futuro della società.
- Guest star: George Ives (Police Board Chairman), Richard Tretter (Intern), Leonard Bremen (sovrintendente), S. John Launer (giudice), Dick Davalos (James Anderson), Jeanette Nolan (Erna Norden), Mabel Albertson (Carrie Wilson), Edmon Ryan (Arthur Morrell), Leonard Stone (Jerel Leland), Sue England (Fleta York), William Phipps (Dwight Wilson), William Boyett (Otto Norden), Frank Gerstle (detective Steve Toland), Mike Steele (Howard Duncan), Jon Lormer (medico autoptico)

## La maschera
- Titolo originale: The Case of the Dodging Domino
- Diretto da: Arthur Marks
- Scritto da: Charles Lang

### Trama
- Guest star: Rusty Stevens (ragazzo #1), Diana Reese (ragazza), Charlotte Thompson (Operator), Gary Hart (ragazzo), David Hedison (Damion White), Jeff Morrow (Alex Chase), Ellen Burstyn (Mona Winthrope White), Lloyd Corrigan (Rudy Mahlsted), Robert H. Harris (Jerry Janda), Eddie Firestone (Leonard Buckman), Janet Ward (Freda Chase), James Forrest (Phil Schuyler), Maureen Arthur (Vera Jordan), Tom Palmer (Frank MacManus), Herbert Rudley (Charles Noymann), Barney Biro (giudice), Amanda Randolph (Grace (Maid), Pat Goldin (vecchio), Orville Sherman (Kirkwood), Lee Miller (sergente Brice)

## Un ricco vagabondo
- Titolo originale: The Case of the Unsuitable Uncle
- Diretto da: Francis D. Lyon
- Scritto da: Robert C. Dennis

### Trama
- Guest star: Harp McGuire (ufficiale), Paula Winslowe (giudice), Fern Barry (Helen), Harry Bartell (analista calligrafico), Sean McClory (Harry Fothergill), Liam Sullivan (Dickie Durham), Ford Rainey (Russell Durham), Howard Smith (Frank Warden), George Kane (Gil Simpson), Barbara Parkins (Paula Durham), Anna Lee (Crystal Durham), Charles Irving (giudice), Harvey Korman (Coleman, il barista), George E. Stone (impiegato di corte)

## Scambio di identità
- Titolo originale: The Case of the Stand-In Sister
- Diretto da: Allen H. Miner
- Scritto da: Robert Leslie Bellem

### Trama
- Guest star: Jay Della (Davino (Marshal), Michael Fox (medico legale), Charles Stroud (impiegato di corte), George Selk (assistente/addetto), R.G. Armstrong (John Gregory), Peter Whitney (Stefan "Big Steve" Jahnchek), Peter Mamakos (Nick Paolo), Parley Baer (David Bickel), Susan Seaforth Hayes (Helen Gregory), Steven Geray (Franz Moray), Meg Wyllie (sig.ra Margaret Stone), Walter Stocker (Van Bennett), Ralph Clanton (Karl Corby), S. John Launer (giudice), Allen Joseph (senatore Cord), Douglas Evans (William Rice), Kay Farrington (infermiera)

## Arte orientale
- Titolo originale: The Case of the Weary Watchdog
- Diretto da: Jesse Hibbs
- Scritto da: Samuel Newman

### Trama
- Guest star: Robert Carson (Commodoro Holmes), Willis Bouchey (giudice), Seamon Glass (poliziotto), Beulah Quo (sig.ra Tong), Mala Powers (Janet Brent), Doris Dowling (Zaneta Holmes), John Dall (Edward Franklin), Keye Luke (Carlyle Chang), Wesley Addy (Alton Brent), Judy Dan (Trixie Tong), James Hong (Dean Chang), Kenneth Tobey (Ass. proc. Alvin), Philip Ahn (James Wong), Tom Harkness (giudice)

## Scandalo in provincia
- Titolo originale: The Case of the Lurid Letter
- Diretto da: Arthur Marks
- Scritto da: Jonathan Latimer

### Trama
Everett Rixby, preside della High School di Placer Hill riceve una lettera anonima che accusa Jane Wardman, insegnante della scuola, giovane, vedova e attraente, di condotta sconveniente con due degli studenti anziani della scuola, Pat Mangan in particolare. Il preside è convinto che si tratta di calunnie, ma è pressato da Cornelia Slater, importante esponente del consiglio dell'istituto. Jane viene spinta a lasciare l'incarico. Il presidente del consiglio di istituto è il giudice Edward Daley, vecchio amico del defunto marito di Jane e vecchio amico anche di Perry Mason che per caso sta passando una vacanza da quelle parti. La faccenda è collegata alla morte del giovane Kenneth Sterling avvenuta poco tempo prima; anche allora il nome di Jane era stato chiacchierato. Perry Mason viene a conoscenza della vicenda, prende subito le parti di Jane e inizia delle indagini insieme a Paul Drake. Scopre che all'origine della lettera anonima c'è Gus Wiler proprietario del locale che vende alcolici ai ragazzi. Perry e Paul vanno a trovarlo, ma lo trovano ucciso.
- Guest star: Judee Morton (ragazza), Cheryl Miller (ragazza), Greta Granstedt (sig.ra Sommers), Nancy Lee (ragazza), Mona Freeman (Jane Wardman), Edgar Buchanan (giudice Edward Daley), Robert Rockwell (Everett Rixby), Kaye Elhardt (Doris Wilson), Ann Doran (Cornelia Slater), John Durren (Pat Mangan), Tom Lowell (Bobby Slater), Noah Keen (dott. Stephen Grant), Mark Murray (Terry Wardman), Kelly Thordsen (sceriffo Watson), Chris Alcaide (Gus Wiler), Elizabeth Harrower (sig.ra Mangan), Harry Travis (sig. Mangan)

## Un cavallo vincente
- Titolo originale: The Case of the Fickle Filly
- Diretto da: Allen H. Miner
- Scritto da: Robert Mitchell ed Esther Mitchell

### Trama
- Guest star: Frederick Worlock (giudice), Bob McQuain (Brad Shelby), Bill Quinn (H.B. Durell), Thomas A. Geas (Victor), Lisabeth Hush (Roberta Harper), Jim Davis (George Tabor), Mort Mills (sergente Landro), Joan Freeman (Jennifer Wakely), Jennifer Howard (Madelon Haines Shelby), Strother Martin (Joe Mead), Bartlett Robinson (Emmett Pierson), Earl Jolly Brown (operaio)

## Maureen una e due
- Titolo originale: The Case of the Polka-Dot Pony
- Diretto da: Jesse Hibbs
- Scritto da: Robert C. Dennis

### Trama
- Guest star: Doris Packer (sig.ra Campion), John Warburton (sig. Campion), Freeman Lusk (uomo), Morris Ankrum (giudice), Jesse White (Burt Renshaw), Virginia Field (Angela Fernaldi), Burt Metcalfe (Richard Campion), Ben Cooper (James Grove), Vivi Janiss (Margaret MacDonald), Melinda Plowman (Maureen Thomas), Eilene Janssen (Maureen Franklin), Jonathan Hole (Edward Link), Byron Foulger (Pop—Leverett Thomas), Vince Townsend Jr. (impiegato di corte)

## La zia Sarah
- Titolo originale: The Case of the Shoplifter's Shoe
- Diretto da: Arthur Marks
- Scritto da: Jackson Gillis

### Trama
- Guest star: Kenneth Patterson (detective), Shirley Mitchell (commessa), Bernard Fein (caposquadra), Walter Kelley (Interne), Margaret O'Brien (Virginia Trent), Lurene Tuttle (Sarah Breel), Leonard Nimoy (Pete Chennery), Melora Conway (Ione Bedford), Richard Coogan (sergente Gifford), Arthur Batanides (Bill Golding), Blair Davies (Austin Cullens), Charles Irving (giudice), James Millhollin (Floorwalker), Vincent Troy (Andre)

## L'eredità contesa
- Titolo originale: The Case of the Bluffing Blast
- Diretto da: Allen H. Miner
- Scritto da: Samuel Newman

### Trama
- Guest star: Ralph Manza (dott. Lieberson), Jonathan Kidd (Joe Italiano), William Fawcett (sig. Morescu), Bill Zuckert (giudice), Bill Williams (Floyd Grant), Frank Overton (vice procuratore Nelson Taylor), Peter Breck (Clay Elliot), Antoinette Bower (Linda Blake), Mary La Roche (Donella Lambert), Robert Knapp (Charles Lambert), Frank Ferguson (sceriffo Orville Ramsey), Gertrude Flynn (Sylvia Lambert), William White (tassista)

## L'affare Annabelle
- Titolo originale: The Case of the Prankish Professor
- Diretto da: Jesse Hibbs
- Scritto da: Robert C. Dennis

### Trama
- Guest star: Lee Miller (sergente Brice), John Bryant (Mike Estridge), Chris Washburn (Moncton), Harold Goodwin (commesso), Kent Smith (dott. Curtis Metcalfe), Constance Towers (Esther Metcalfe), Patricia Breslin (Laura Hewes), Barry Atwater (professore Hewes (Ronald Hewes), Don Dubbins (Ned Bertell), Joyce Van Patten (Sally Sheldon), John Gallaudet (giudice), Barbara Pepper (sig.ra Williamson), Jackie Searl (Ollie Benson), Laird Stuart (studente)

## La signora Doyle
- Titolo originale: The Case of Constant Doyle
- Diretto da: Allen H. Miner
- Scritto da: Jackson Gillis

### Trama
- Guest star: Dick Wilson (prigioniero), Willis Bouchey (giudice), Dorothy Edwards (cameriera), Marc Romaunt (ragazzo), Bette Davis (Constant Doyle), Michael Parks (Cal Leonard), Peggy Ann Garner (Letty Arthur), Frances Reid (Miss Givney), Les Tremayne (Lawrence Otis), Neil Hamilton (Fred McCormick), George Mitchell (agente di polizia in ufficio), Jerry Oddo (Steven Arthur), John Dennis (tenente di polizia), Gil Perkins (guardiano)

## Il medaglione messicano
- Titolo originale: The Case of the Libelous Locket
- Diretto da: Arthur Marks
- Scritto da: Jonathan Latimer

### Trama
Il professor Edward Lindley insegna legge in una high school. La sua teoria è che gli avvocati difensori sono un incrocio fra un pappagallo e un asino: il primo per ricordare le norme e il secondo per ragliarle in aula. Un giorno una delle sue migliori allieve Janice Norland va a trovarlo e gli chiede di accompagnarla alla polizia: ha appena ucciso, colpendolo con un attizzatoio, un uomo, Raul Perez, con cui aveva avuto una relazione che voleva troncare definitivamente. Edward convince Janice di andare prima a controllare se Raul è veramente morto. Quando vanno sul luogo del delitto trovano tutto a posto. In realtà si tratta di un trabocchetto organizzato da Raul, insieme a Vivian Cosgrave, per ricattare la famiglia Norland. Raul ha fatto scattare una foto della scena del delitto e la spedisce a Janice. Questa quando riceve la foto impallidisce e la matrigna, Maureen Norland, capendo che deve esserci qualche problema va a parlare con Edward. Questi capisce che la situazione non è alla portata di un professore di legge e si rivolge a Perry Mason, che è in ospedale. Questi dà il via alle indagini di Paul Drake. Poco dopo però Raul viene veramente ucciso con un attizzatoio. Essendo Perry immobilizzato in ospedale toccherà a Edward difendere Janice, con i consigli di Perry.
- Guest star: Paul Maxey (Plump Man), Robert Howard (giovanotto), Robert Koff (Male Student), Jose Gonzales-Gonzales (Taximan), Michael Rennie (Prof. Edward Lindley), Patrice Wymore (Maureen Norland), Ruta Lee (Vivian Cosgrave), John Hoyt (Darwin Norland), Harry Von Zell (Sidney Hawes), Patricia Manning (Janice Norland), Carlos Romero (Raul Perez), Dan Seymour (Pedro Dias), S. John Launer (giudice), Michael Fox (medico), Nacho Galindo (Hotel Owner), John Harmon (esperto di impronte digitali), Norman Leavitt (tecnico), Kathryn Hart (cameriera)

## Il sosia
- Titolo originale: The Case of the Two-Faced Turnabout
- Diretto da: Arthur Marks
- Scritto da: Samuel Newman

### Trama
- Guest star: Walter Mathews (reporter), Henry Travis (reporter T.V.), William Woodson (commentatore), Charles H. Radilak (Franz Schreck), Hugh O'Brian (Bruce Jason), Lisa Gaye (Alyssa Laban), Trevor Bardette (Garrett Richards), Abraham Sofaer (Elihu Laban), Robert F. Simon (Philip Hillman), Werner Klemperer (Ulric Zenas), Berry Kroeger (Darius Tyson), Gregory Morton (Amos Waldemar), Joan Petrone (Tess Noyman), Kenneth R. MacDonald (giudice), Dale Johnson (addetto pista)

## Un corteggiatore di troppo
- Titolo originale: The Case of the Surplus Suitor
- Diretto da: Jesse Hibbs
- Scritto da: Robert C. Dennis

### Trama
- Guest star: Grandon Rhodes (giudice), Jimmy Cross (tassista), Russ Grieve (poliziotto), Jean Harvey (donna delle pulizie), Walter Pidgeon (Sherman Hatfield), Joyce Bulifant (Hollis Wilburn), James Best (Martin Potter), Carl Benton Reid (John Wilburn), Nellie Burt (sig.ra Abernathy), Linden Chiles (Vernon Elliot), Andrea King (Jean Crewe), Hayden Rorke (Gage McKinney), John Siegfried (Alex Gaussner), Lisa Davis (receptionist), Lee Miller (sergente Brice)

## Le arance d'oro
- Titolo originale: The Case of the Golden Oranges
- Diretto da: Arthur Marks
- Scritto da: Jonathan Latimer

### Trama
- Guest star: Wallace Rooney (tecnico di laboratorio), Michael Fox (medico legale), Alex Bookston (soldato medico), James Goodwin (addetto), Arthur Hunnicutt (Amos Keller (Amos Kenesaw Mountain Keller), Natalie Trundy (Sandra Keller), Erin O'Brien (Janis Carr), Allen Case (James Wheeler), Arch Johnson (Gerald Thornton), Mary Munday (Grace Doyle), Hugh Sanders (John Grimsby), Henry Norell (Courtney Osgood), Lee Van Cleef (Edward Doyle), Charles Irving (giudice Stanley), Vic Perrin (Assistente del procuratore Rice), Nolan Leary (giudice Gray), Robert Rothwell (operatore pala meccanica)

## Lazzaro
- Titolo originale: The Case of the Lawful Lazarus
- Diretto da: Jesse Hibbs
- Scritto da: True Boardman

### Trama
Trevor Harris ritorna a casa dopo 10 anni dato che sua moglie sta morendo e vuole garantire ai suoi bambini una buona sistemazione con Jill Garson, invece che con Edgar Thorne come ha disposto la moglie. Quando Thorne viene ucciso, Trevor viene accusato dell'omicidio.
- Guest star: Morris Ankrum (giudice), Kay Stewart (Barbara Billings), Ted Stanhope (agente di pegno), Mack Williams (dottore), David McLean (Trevor Harris), Maria Palmer (Nora Kasner), Irene Hervey (Jill Garson), Max Showalter (Clarence Henry), Philip Bourneuf (Edgar Thorne), Abigail Shelton (Michaela Martin), Joy Hodges (Clara Thorne), Lee Miller (sergente Brice)

## Una fotografia compromettente
- Titolo originale: The Case of the Velvet Claws
- Diretto da: Harmon Jones
- Scritto da: Jackson Gillis

### Trama
- Guest star: Ron Stokes (vice), Cathie Merchant (Esther Linten), Kathy Willow (centralinista), Don Lynch (Ufficiale al traffico), Patricia Barry (Eva Belter), James Philbrook (Harrison Burke), Wynn Pearce (Carl Griffin), Virginia Gregg (sig.ra Vickers), Anna Lisa (Norma Vickers), Richard Webb (George Belter), Harry Jackson (Frank Locket), Peter Leeds (fotografo), Paul Barselou (perito), Buddy Ochoa (facchino)

## Suicidio per amore
- Titolo originale: The Case of the Lover's Leap
- Diretto da: Arthur Marks
- Scritto da: Robb White

### Trama
- Guest star: Dick Geary (Diver), Henry Rowland (guardiano), Lee Miller (sergente Brice), Barry Brooks (uomo), Julie Adams (Valerie Comstock), John Conte (Roy Comstock), Carleton Carpenter (Peter Brent), Richard Jaeckel (Willie), Maura McGiveney (Gloria Winters), Marvin Miller (F.J. Weatherby), John Gallaudet (giudice), Stewart Bradley (Bill Vaughan), Walter Coy (sig. Lawson), Lewis Charles (barista), John Zaremba (esaminatore medico), Ken Renard (giudice), William Cord (ufficiale Guardia Costiera), Audrey Clark Caire (Polly Vaughan)

## Ghiaccio secco
- Titolo originale: The Case of the Elusive Element
- Diretto da: Harmon Jones
- Scritto da: Samuel Newman

### Trama
- Guest star: Ray Dannis (radiovenditore), Ollie O'Toole (droghierey Clerk), Guy Standing Jr. (Airline Clerk), Michael Harris (sergente Bruce), Gloria Talbott (Bonnie Lloyd), Gerald Mohr (Austin Lloyd), Douglas Henderson (Dwight Garrett), George MacReady (Roscoe Pearce), Douglas Dick (Ned Chase), Ronald Long (Myron Baker), Elaine Devry (Terry Clover), S. John Launer (giudice), Jon Lormer (medico legale), Tommy Farrell (Robert Fordney), Billy Halop (uomo), Harry Fleer (sportellista della banca)

## Bella come una dea
- Titolo originale: The Case of the Greek Goddess
- Diretto da: Jesse Hibbs
- Scritto da: Robert Presnell (soggetto); Arthur Orloff, Robert Presnell Sr e Maurice Zimm (sceneggiatura)

### Trama
- Guest star: Tol Avery (Charles L. Welsh), Russell Arms (Roger Correll), William Hughes (poliziotto), Willis Bouchey (giudice), John Larkin (John Kenyon), John Anderson (Dan O'Malley), Marianna Hill (Theba), Robert Harland (Ken Judson), Faith Domergue (Cleo Grammas), George Kennedy (George Spangler), Lee Miller (sergente Brice)

## Rivelazioni piccanti
- Titolo originale: The Case of the Skeleton's Closet
- Diretto da: Arthur Marks
- Scritto da: Samuel Newman

### Trama
Richard Harris ha pubblicato un libro che racconta tutti i pettegolezzi e gli affari personali dei residenti di Cliffside e da cui è scaturita una causa in cui Perry Mason rappresenta i residenti di Cliffside. Mason, invece di avviare una causa per diffamazione contro Harris, si concentra sulla campagna pubblicitaria e agisce contro l'editore, Albert McCann, costringendolo ad un accordo in base al quale il libro sarà pubblicizzato come frutto di pura fantasia e non basato su fatti reali. Richard Harris si rifiuta di firmare l'accordo e vuole andare in giudizio. Sembra che abbia modo di ricattare Albert McCann. L'uscita del libro preoccupa in particolare Margaret Layton che è stata in passato sposata con Harris (le sue due figlie ignorano di essere figlie di Harris) e che teme che se si andrà in giudizio non si potrà evitare di svelare la verità alle figlie. Margaret parla con Mason il quale cerca di tranquillizzarla, farà di tutto per accordarsi con l'editore ed evitare il giudizio. Margaret Layton raccoglie tutti i soldi che può e va da Richard per implorarlo di non andare in giudizio offrendogli i soldi. Al rifiuto di Richard tenta di afferrare una pistola che vede poggiata sulla scrivania, ma Richard reagisce ed il colpo va a vuoto. Poco dopo però Richard Harris viene trovato ucciso e Margaret e accusata del delitto.
- Guest star: Pitt Herbert (dott. Desmond), Sally Smith (Nancy Layton), Jarone Bakewell (reporter), John Truax (guardia), Keith Andes (Dave Weaver), Peggy McCay (Margaret Layton), Frank Aletter (Harry Collins), Michael Pate (Richard Harris), David Lewis (Albert McCann), Pat Finley (Grace Kingman), John Heath (George Layton), Walter Mathews (reporter), Diane Mountford (Janet Layton), Linda Marshall (Norma Weaver), Toby Michaels (segretario), Dabbs Greer (Jack Tabor)

## Fiori di serra
- Titolo originale: The Case of the Potted Planter
- Diretto da: Jesse Hibbs
- Scritto da: Robert C. Dennis

### Trama
- Guest star: Jaclyn Carmichael (ragazza), David Macklin (ragazzo), Pepper Curtis (receptionist), James Forster (giudice), Constance Ford (Frances), Diane Brewster (Andrea Walden), Paul Fix (procuratore distrettuale Hale), Mark Goddard (Roy Mooney), Robert Bray (Martin Walden), Joe Maross (Nelson Tarr), Davey Davison (Melinda Tarr), Harry Lauter (Chris Hearn), William Allyn (David Pinter), Frank Behrens (dott. Oldham), Robert Foulk (George Delehanty), Allan Hunt (Jimmie Moore), Richard Emory (interno)

## L'avvocato del diavolo
- Titolo originale: The Case of the Witless Witness
- Diretto da: Arthur Marks
- Scritto da: Marshall Houts e Samuel Newman (soggetto); Samuel Newman (sceneggiatura)

### Trama
- Guest star: Larry Thor (Commentatore), Grandon Rhodes (giudice), Henry Hunter (avvocato), Michael Fox (medico legale), Robert Middleton (giudice Daniel Redmond), David White (Victor Kendall), Jackie Coogan (Gus Sawyer), Steve Brodie (Quinn Torrey), Florida Friebus (Marian Lamont), Rita Lynn (Madge Eberly), Vaughn Taylor (Martin Weston), Lee Bergere (James Wall), Harry Holcombe (senatore Deering), Jason Johnson (Senatore)